# Флаг Челябинска
Флаг Челя́бинского городского округа — официальный символ городского округа город Челябинск Челябинской области Российской Федерации. Учреждён 28 мая 2002 года.

## Описание
Флаг города Челябинска представляет собой прямоугольное полотнище с соотношением ширины к длине 2:3, состоящее из трёх неравных горизонтальных полос: верхней — жёлтой в 1/4 флага, средней — серебристой мурованной в 1/2 флага, и нижней зелёной в 1/4 флага, несущее в центре изображение жёлтого навьюченного верблюда из герба города Челябинска.

## Обоснование символики
Флаг города Челябинска, составленный на основании герба города Челябинска, отражает исторические, культурные, социально-экономические, национальные и иные местные традиции.
Главной геральдической фигурой флага является навьюченный жёлтый (золотой) верблюд в знак того, что по территории современного Челябинска проходили важные торговые пути: «… въ сей городъ оныхъ довольно съ товарами приводятъ».
Жёлтый цвет (золото) — символ прочности, величия, богатства, интеллекта, великодушия.
Серебристая часть полотнища аллегорически указывает на то, что Челябинск, основанный в 1736 году на реке Миасс, как сторожевая казачья крепость, всегда являлся важным торговым, экономическим, оборонным центром России, а сегодня это центр одного из субъектов Российской Федерации — Челябинской области.
Серебристый цвет в геральдике символизирует веру, чистоту, искренность, чистосердечность, благородство, откровенность и невинность.
Зелёная часть полотнища дополняет символику флага и символически отражает богатую живописную природу, окружающую город Челябинск.
Зелёный цвет — символ весны, радости, надежды, природы.